# Русскобоклинский сельсовет
Русскобоклинский сельсовет — сельское поселение в Бугурусланском районе Оренбургской области Российской Федерации.
Административный центр — село Русская Бокла.

## История
9 марта 2005 года в соответствии с законом Оренбургской области № 1895/321-III-ОЗ образовано сельское поселение Русскобоклинский сельсовет, установлены границы муниципального образования.

## Население
| 2010 | 2012 | 2013 | 2014 | 2015 | 2016 | 2017 |
| ---- | ---- | ---- | ---- | ---- | ---- | ---- |
| 563  | ↘531 | ↘524 | ↘498 | ↘453 | ↘428 | ↘406 |
| 2018 | 2019 | 2020 | 2021 |      |      |      |
| ↘384 | ↘363 | ↘349 | ↘340 |      |      |      |

## Состав сельского поселения
| № | Населённый пункт | Тип населённого пункта       | Население |
| - | ---------------- | ---------------------------- | --------- |
| 1 | Гореловский      | посёлок                      | 20        |
| 2 | Жёлтый Ключ      | посёлок                      | 2         |
| 3 | Земсков          | посёлок                      | 67        |
| 4 | Огороднический   | посёлок                      | 0         |
| 5 | Русская Бокла    | село, административный центр | 355       |
| 6 | Сапожкино        | село                         | 119       |